# چند تار مو
چند تار مو فیلمی به کارگردانی ایرج کریمی، سینا سلیمی و نویسندگی ایرج کریمی محصول سال ۱۳۸۲ است.

## بازیگران
- بهناز جعفری
- فریبا کامران
- کیوان محمودنژاد
- افسانه چهره آزاد
- نگار جواهریان
- الهه گلپری
- مجید مشیری
- شاهرخ فروتنیان
- حمیدرضا پگاه
- مرضیه برومند
- محمد دارایی